# إنريكي فرنانديز (ملحن)
إنريكي فرنانديز (بالإسبانية: Enrique Fernández Arbós) (و. 1863 – 1939 م) هو موزع (موسيقى)، وعازف كمان، وملحن، ومعلم موسيقى، وأستاذ جامعي، وقائد فرقة موسيقية ‏ إسباني، ولد في مدريد، يستخدم آلات كمان، توفي في سان سيباستيان، عن عمر يناهز 76 عاماً.

## التعليم
تعلم في المعهد الموسيقي الملكي في مدريد ‏، وكونسرفاتوار بروكسل الملكي.

## جوائز
حصل على جوائز منها:
- وسام الصليب الأعظم لإيزابيلا الكاثوليكية.

## روابط خارجية
- إنريكي فرنانديز على موقع ميوزك برينز (الإنجليزية)
- إنريكي فرنانديز على موقع ديسكوغز (الإنجليزية)